# Spechbach
Spechbach település Németországban, azon belül Baden-Württembergben. Lakosainak száma 1766 fő (2023. december 31.). Spechbach Lobbach és Meckesheim községekkel határos.

## Népesség
A település népessége az elmúlt években az alábbi módon változott:
| Lakosok száma | 1041 | 1336 | 1264 | 1279 | 1427 | 1572 | 1675 | 1706 | 1769 | 1766 |
|               | 1961 | 1967 | 1974 | 1980 | 1987 | 1993 | 2000 | 2006 | 2013 | 2023 |